# IC 403
IC 403 ist ein Doppelstern im Sternbild Auriga am Nordsternhimmel. Das Objekt wurde am 7. Februar 1891 vom österreichischen Astronomen Rudolf Spitaler entdeckt und wurde wahrscheinlich irrtümlich für eine Galaxie gehalten.